# Кей, Конни
Конии Кей (настоящее имя — Конрад Генри Кирнон; англ. Conrad Henry Kirnon; 27 апреля 1927, Tuckahoe, Нью-Йорк — 30 ноября 1994, Манхэттен, Нью-Йорк) — американский джазовый барабанщик. Наибольшую известность приобрел как участник Modern Jazz Quartet.

## Творческая биография
Самоучка. Начал выступать в Лос-Анджелесе в середине 1940-х годов. Один из первых опытов работы в студи получил в 1947 году, поучаствовав в записи альбома The Hunt дуэта тенор-саксофонистов Декстера Гордона и Уорделла Грея. Был участником квинтета Лестера Янга с 1949 по 1955 год, а также записывался и выступал с такими известными джазовыми музыкантами как: Стэн Гетц, Коулмен Хокинс, Чарли Паркер и Майлз Дэвис. Так же, в этот период своей карьеры периодически записывался как сессионный барабанщик Atlantic Records. В частности, его игру можно услышать на таком известном сингле тех лет как Shake, Rattle and Roll в исполнении Биг Джо Тернера.
В 1955 году принял приглашение от участников Modern Jazz Quartet присоединиться к группе, в связи с уходом Кенни Кларка. Оставался бессменным участником коллектива до его распада в 1974 году и после воссоединения в 1981 до своей смерти в 1994 году. Кроме своего основного коллектива, участвовал в записи многих известных джазовых музыкантов. Наиболее известно сотрудничество с Полом Дезмондом, в записи альбомов которого, Кей участвовал на протяжении первой половины 1960-х годов. Также, поучаствовал в записи нескольких альбомов известного исполнителя фолк-музыки Вана Моррисона, самым известным из которых, является Astral Weeks 1968 года. Выступил с оркестром Бенни Гудмена на юбилейном концерте в Карнеги-холле 17 января 1978 года. За свою продолжительную карьеру, не записал ни одного сольного альбома в качестве лидера.
Известен как барабанщик с нестандартным стилем игры, которого отличало использование помимо классических элементов ударной установки, ещё и разнообразных перкуссионных инструментов.
В 1989 году Кей получил звание почетного доктора музыки Музыкального колледжа Беркли.
В 1992 году перенес инсульт, но смог справиться с его последствиями и возобновил выступления. Умер от остановки сердца в Манхэттене в 1994 году в возрасте 67 лет.